# Viola nebrodensis
Viola nebrodensis C.Presl – gatunek roślin z rodziny fiołkowatych (Violaceae). Występuje endemicznie w północnej części Sycylii. 

## Morfologia
PokrójBylina dorastająca do 5–10 cm wysokości, tworzy kłącza.
LiścieBlaszka liściowa ma owalny kształt. Mierzy 1–1,5 cm długości, jest karbowana na brzegu, ma klinową nasadę i tępy wierzchołek. Ogonek liściowy jest nagi i ma 10–15 mm długości. Przylistki są trójdzielne i osiągają 5–10 mm długości.
KwiatyPojedyncze, wyrastające z kątów pędów. Korona kwiatu mierzy 2–2,5 cm średnicy. Płatki mają ciemnofioletową barwę, dolny płatek posiada cienką ostrogę o długości 10-12 mm.
Gatunki podobneRoślina jest podobna do gatunku V. aethnensis, od którego różni się generalnie nagą, wyprostowaną i gęsto ulistnioną łodygą.

## Biologia i ekologia
Rośnie na terenach skalistych, na wysokości od 1700 do 2000 m n.p.m. Kwitnie od kwietnia do maja lub czerwca. 